# Hein Htet Aung (Leichtathlet)
Hein Htet Aung (* 25. März 2006) ist ein myanmarischer Leichtathlet, der sich auf den 800-Meter-Lauf spezialisiert hat.

## Karriere
Erste Erfahrungen bei internationalen Meisterschaften sammelte Hein Htet Aung im Jahr 2023, als er bei den Südostasienspielen in Phnom Penh mit 1:54,84 min in der Vorrunde im 800-Meter-Lauf ausschied. Bereits 2022 stellte er mit 15,06 m einen Landesrekord im Dreisprung auf. Dank einer Wildcard startete er im August 2023 bei den Weltmeisterschaften in Budapest und schied dort mit 1:53,63 min in der ersten Runde aus. 2025 verpasste er bei den Asienmeisterschaften in Gumi mit 1:49,58 min den Finaleinzug.

## Bestleistungen
- 800 Meter: 1:49,58 min, 30. Mai 2025 in Gumi
- Dreisprung: 15,06 m (+0,1 m/s), 1. Dezember 2022 in Pathum Thani (myanmarischer Rekord)